# Fernando Robles Capalla
Fernando Robles Capalla (León, Filipinas, 1 de noviembre de 1934-6 de enero de 2024) fue un arzobispo católico filipino. Titular de la arquidiócesis de Dávao.

## Biografía
Nació el 1 de noviembre de 1934 en León, Provincia de Iloilo. Le sucedió en su cargo  por Rómulo Vallés  el 11 de febrero de 2012.

## Formación
El joven Fernando comenzó su educación en la escuela primaria de su ciudad natal continuando la secundaria en el Colegio de San Agustín, en la ciudad de Iloilo.
Entre los años 1950 a 1961 acude al Seminario de San Vicente Ferrer en Jaro.